# Marschhufendorf

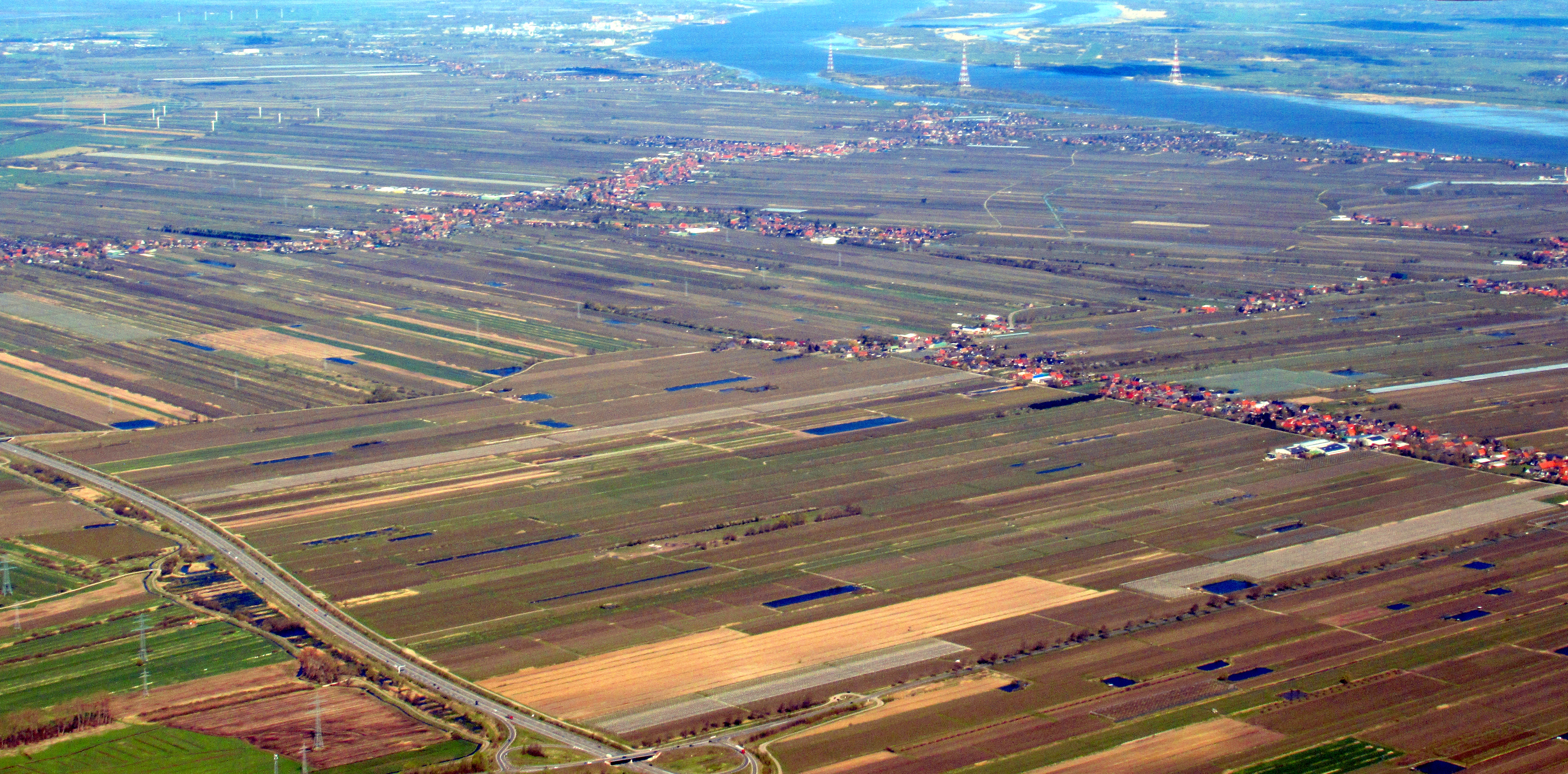
Marschhufendorf Westerladekop (rechts im Bild) in der Elbmarsch zwischen Stade und Hamburg.

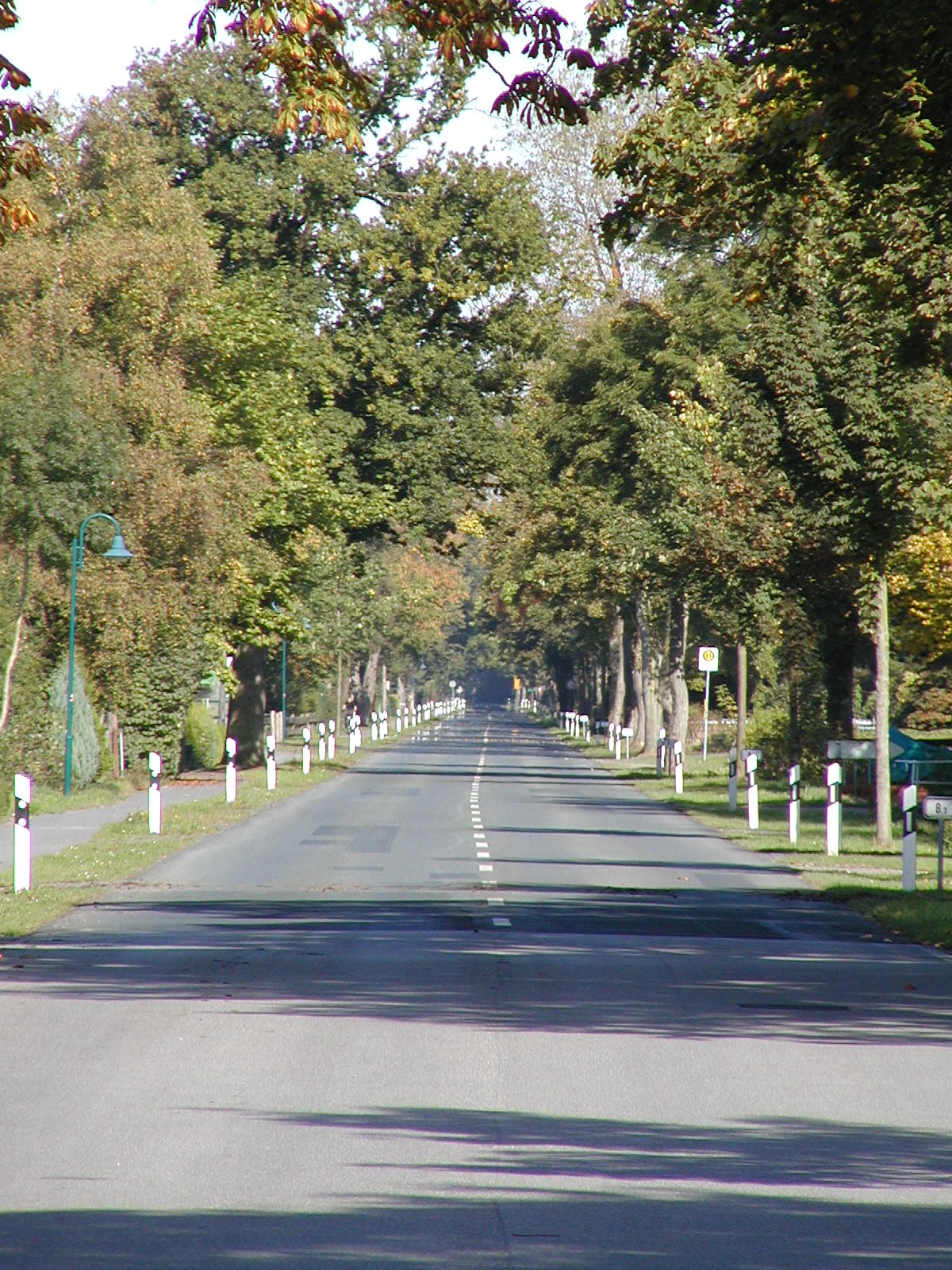
Eine gerade Straße als Mittelachse in der Marsch, Bülkau

Ein Marschhufendorf ist eine Siedlungsform und eine Form des Reihendorfs mit Hufen im Marschland.
Marschhufendörfer gibt es nur als planmäßige Anlage oftmals infolge systematischer Kolonisierung und vor allem der Eindeichung von See- und Flussmarschen. Die Verbreitung der Marschhufendörfer ist daher auf die Küstenlandschaften der Nordsee und die Uferrandzonen der Unterläufe der großen Flüsse, die in die Nordsee münden, beschränkt. Marschhufendörfer gibt es besonders in den Niederlanden und etwa seit dem 10. Jahrhundert in Norddeutschland (beispielsweise Konau (Amt Neuhaus)) in den Gebieten, in denen Niederländer mit den Kenntnissen des Wasserbaues an der Entwässerung maßgeblich mitwirkten, der s. g. Hollerkolonisation.
Die Mittelachse der Siedlung bildet neben der Straße mindestens ein, in manchen Fällen auch zwei Gräben, die langgestreckte topografische Objekte sind, an dem sich das Marschhufendorf ausrichtet. Siedler erhielten streifenförmige Stücke des Landes in der Größe einer Hufe, die sie urbar machten beziehungsweise rodeten. Am Weg und Hauptgraben wurden die Höfe errichtet, auf der dahinter liegenden Fläche wurde Landwirtschaft (häufig als Weidewirtschaft) betrieben. Am Ende der Hufe blieben häufig noch Wald beziehungsweise dessen Reststücke erhalten, an den man sich im Laufe der Zeit bei Bedarf an neuen Nutzflächen „heranarbeitete“. Die Abgrenzungen einzelner Hufe untereinander waren Gräben, woher die Bezeichnung Grenzgraben stammt.
Ein Marschhufendorf steht in unmittelbarem Zusammenhang mit der Flurform und häufig mit der Flurnutzung.